# (19662) Stunzi
(19662) Stunzi (1999 RG132) – planetoida z pasa głównego asteroid okrążająca Słońce w ciągu 3,47 lat w średniej odległości 2,29 j.a. Odkryta 9 września 1999 roku.